# بيت شمس الدين (الرضمة)

تعديل مصدري - تعديل

بيت شمس الدين محلة تابعة لقرية الجرف الاعلى، التابعة لعزلة يحير بمديرية الرضمة إحدى مديريات محافظة إب في الجمهورية اليمنية.، بلغ تعداد سكانها 162 حسب تعداد اليمن لعام 2004.